# Bois d'Arc (Arkansas)
Pour les articles homonymes, voir Bois d'arc (homonymie).
Bois d'Arc, (en anglais : Bois d'Arc Township) est un canton du Comté de Hempstead dans l'État de l'Arkansas aux États-Unis.

## Toponymie
Son appellation lui vient des Amérindiens de la Nation Osages qui utilisaient l'expression française « bois d'arc », à l'époque de la Nouvelle-France et de la Louisiane française, pour désigner l'oranger des Osages, arbre à partir duquel ils fabriquaient leurs arcs.

## Population et société

### Démographie
Au recensement de 2000, sa population était évaluée à 800 habitants.